# Waxiella enkeldoorni
Waxiella enkeldoorni är en insektsart som först beskrevs av Hall 1931.  Waxiella enkeldoorni ingår i släktet Waxiella och familjen skålsköldlöss. Inga underarter finns listade i Catalogue of Life.